# أسلوب مخاطبة
أسلوب المخاطبة هي الأسلوب الرسمي أو المعترف به قانونيا أو عرفيا لمخاطبة الأشخاص أو الجهات (كالجهات الحكومية أو الشركات) ويُستخدم أسلوب المخاطبة مقرونة بالالقاب الرسمية للمخاطَب. الأسلوب، حسب التقاليد أو القانون، يسبق الإشارة إلى الشخص الذي يشغل منصبًا أو منصبًا سياسيًا، ويستخدم أحيانًا للإشارة إلى المنصب نفسه. يمكن أيضًا منح لقب شرفي للفرد بصفته الشخصية. ترتبط هذه الأساليب خصوصًا نظام الحكم الملكي، حيث يمكن استخدامها من قبل زوجة حامل اللقب أو أمير من العائلة الملكية، طوال مدة زواجهم . كما أنها تُستخدم بشكل شبه عالمي للرؤساء في الجمهوريات وفي العديد من البلدان لأعضاء الهيئات التشريعية والقضاة ذوي الرتب الأعلى وكبار أصحاب المناصب الدستورية. الشخصيات الدينية البارزة لها أيضًا أساليب مخاطبة خاصة بها.